# Schichtgrenzhöhle
Unter einer Schichtgrenzhöhle oder Gesteinsgrenzhöhle versteht man einen Hohlraum (Höhle), der an der Grenzfläche zweier unterschiedlicher Gesteine entlang dem Schichtverlauf des höhlenbildenden Gesteines verläuft.
Allgemein werden Höhlenräume, die an der Schichtung des Muttergesteins oder an den Grenzflächen zweier gleichartiger verkarstungsfähiger Gesteine entlang angelegt sind, als Schichtfugenhöhlen bezeichnet. Diese Höhlen weisen häufig linsenförmige oder flachelliptische Gangquerschnitte auf, die in weit ausladende Spalten ohne genau feststellbare seitliche Begrenzungslinien übergehen können.
Gesteinsgrenzhöhlen bilden sich an den Grenzflächen zwischen einem verkarstungsfähigen und einem weniger oder nicht verkarstungsfähigen Gestein, wie etwa im Schrattenkalk über wasserstauenden Drusbergschichten (Mergel). 
Bei ungestörten Lagerungsverhältnissen entspricht diese Grenzfläche einer Schichtfuge. Der Verlauf der Gesteinsschichtung ist dann an der gleichmäßigen Neigung der Gangsohle zu erkennen.
Schichtfugenhöhlen kommen in geschichteten (gebankten) Sedimentgesteinen vor (Tafelländer, Faltengebirge). Viele der Riesenhöhlen in den nordamerikanischen Bundesstaaten Indiana, Kentucky und Missouri, darunter die Höhle mit dem ausgedehntesten Gangsystem der Erde, das Flint-Mammoth-Cave-System, sowie die längste Höhle Europas, das Hölloch im Muotatal (Schweiz), sind zum größten Teil an Schichtfugen angelegte Höhlen.